# Universidad de Tokio
La Universidad de Tokio (東京大学 Tōkyō Daigaku?,  abreviado como 東大 Tōdai), que entre 1886 y 1947 fue denominada oficialmente como Universidad Imperial de Tokio (東京帝國大學 Tōkyō teikoku daigaku?), es considerada generalmente como la universidad más prestigiosa de Japón y una de las más prestigiosas del mundo. 
La universidad tiene 5 campus distribuidos en Tokio (en Hongo, Komaba, Kashiwa, Shirokane y Nakano) y se divide en 10 facultades, sumando alrededor de 28.000 alumnos de los cuales 2100 son extranjeros (fuerte proporción para Japón, que solo tiene un 1.3% de extranjeros en su población) e incluye 2 hospitales para ocuparse de esta importante población.
Se considera que es la universidad más selectiva y prestigiosa de Japón. A partir de 2021, los exalumnos, profesores e investigadores de la Universidad de Tokio incluyen diecisiete primeros ministros, 18 premios Nobel, cuatro premios Pritzker, cinco astronautas y un medallista Fields.

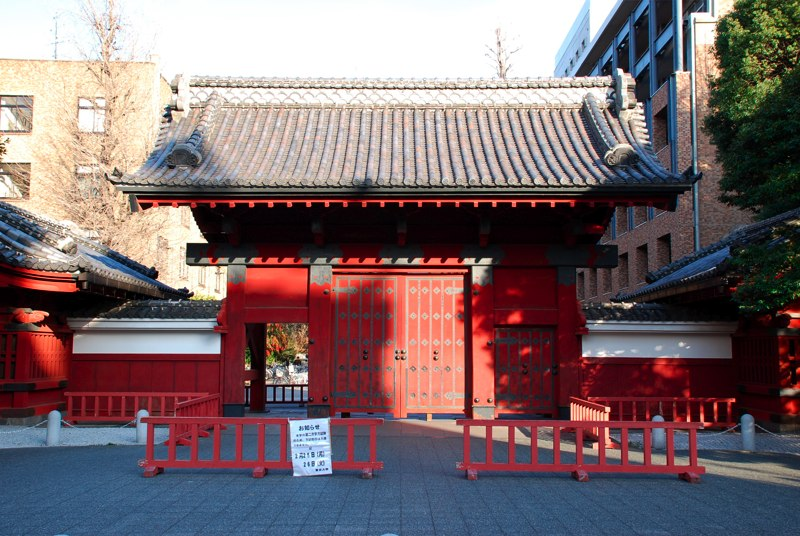
Akamon, la Puerta roja.

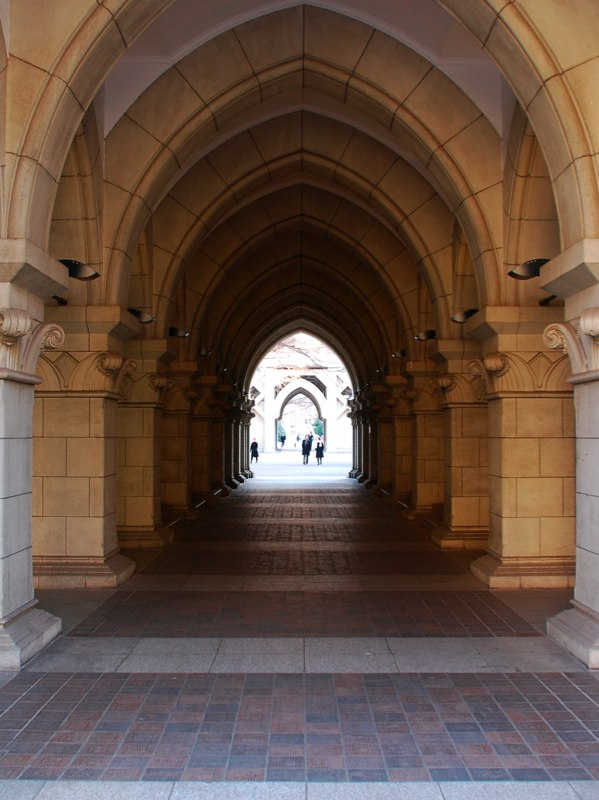
Detalle arquitectónico de los edificios de la Universidad.

## Importancia cultural
Aunque la casi totalidad de las disciplinas académicas se enseñan allí, Tōdai se conoce especialmente por sus facultades de derecho y literatura. Esta universidad educó a numerosos miembros de la élite política japonesa, aunque la potencia de la escuela ha declinado progresivamente. Por ejemplo, el tipo de antiguos alumnos de Tōdai entre los distintos Primeros Ministros japoneses ha sido de dos sobre tres, sobre dos, sobre cuatro, sobre cinco y sobre seis respectivamente durante las décadas de 1950, 1960, 1970, 1980 y 1990. La Universidad de Tokio se percibe ampliamente como lo más prestigiosa institución en numerosos ámbitos, sus rivales son la Universidad de Kioto, que es como ella una universidad nacional, la Universidad Keio y la Universidad Waseda, que son dos universidades privadas. Estas dos últimas, son universidades clave del sistema educativo en Japón. Forman también parte de los torneos de béisbol en los que se enfrentan las grandes universidades de Tokio (Hosei, Keio, Meiji, Rikkyo, Tōdai, Waseda).
El campus principal de Hongo ocupa la antigua residencia de la familia Maeda, familia que gobernaba sobre la región de Kaga durante la era Edo. El lugar más conocido de la universidad es el Akamon (la puerta roja), reliquia de este tiempo. El símbolo de Tōdai es la hoja de ginkgo, debido a la abundancia de estos árboles en esta zona.

## Historia
El Gobierno Meiji fundó la universidad en 1877 bajo su nombre actual uniendo antiguas escuelas gubernamentales de medicina y enseñanza occidental. En 1886 se denominó como Universidad Imperial (帝國大學 Teikoku Daigaku), en 1887 cuando se creó el sistema de universidades imperiales pasó a ser la Universidad Imperial de Tokio (東京帝國大學 Tōkyō Teikoku Daigaku). 
En septiembre de 1923, el Gran terremoto de Kantō y los incendios posteriores destruyeron unos 750.000 volúmenes de la Biblioteca de la Universidad Imperial Entre los libros perdidos se encontraba la Biblioteca Hoshino (星野文庫, Hoshino bunko), una colección de unos 10.000 libros. Los libros eran las antiguas posesiones del historiador Hoshino Hisashi antes de pasar a formar parte de la biblioteca de la universidad y versaban principalmente sobre filosofía e historia chinas.
En 1947 recuperó su nombre original. Con el establecimiento del nuevo sistema de universidades en 1949, Tōdai absorbió a Ichiko (First Higher School), que es el actual campus de Komaba, y el Tokio Higher School, que asumieron entonces la enseñanza de los alumnos de los primeros y segundos años, mientras que las facultades del campus de Hongo enseñan a los alumnos de los terceros y cuartos años.
Desde 2004, la universidad se convirtió en una empresa de universidad nacional, por medio de una nueva ley que se aplicó a todas las universidades nacionales. A pesar de este cambio que aumentó su autonomía, particularmente la financiera, la Universidad de Tokio se ha encontrado siempre parcialmente controlada por el Ministerio de Educación japonés (Monbukagakusho, o Monkasho).

## Intercambios internacionales
Tōdai tiene vínculos con muchas escuelas y universidades extranjeras, y generalmente adopta una política orientada más hacia la oferta que hacia el intercambio.  
La Universidad de Tokio forma parte de la red LAOTSE.

## Presidentes
- 1877 Hiroyuki Kato
- 1877 Kensai Ikeda
- 1881 Hiroyuki Kato
- 1886 Masakazu Toyama
- 1886 Hiromoto Watanabe
- 1890 Hiroyuki Kato
- 1893 Arata Hamao
- 1897 Masakazu Toyama
- 1898 Dairoku Kikuchi
- 1901 Kenjiro Yamakawa
- 1905 Naokichi Matsui
- 1905 Arata Hamao
- 1912 Joji Sakurai
- 1913 Kenjiro Yamakawa
- 1920 Yoshinao Kozai
- 1928 Kiheiji Onozuka
- 1934 Mataro Nagayo
- 1938 Kanji Sato
- 1938 Yuzuru Hiraga
- 1943 Kanichi Terazawa
- 1943 Yoshikazu Uchida
- 1945 Shigeru Nanbara
- 1951 Tadao Yanaihara
- 1957 Seiji Kaya
- 1963 Kazuo Okochi
- 1968 Ichiro Kato
- 1973 Kentaro Hayashi
- 1977 Takashi Mukaibo
- 1981 Ryuichi Hirano
- 1985 Wataru Mori
- 1989 Akito Arima
- 1993 Hiroyuki Yoshikawa
- 1997 Shigehiko Hasumi
- 2001 Takeshi Sasaki
- 2005 Hiroshi Komiyama
- 2009 Junichi Hamada
- 2015 Makoto Gonokami

## Facultades y escuelas doctorales

### Facultades

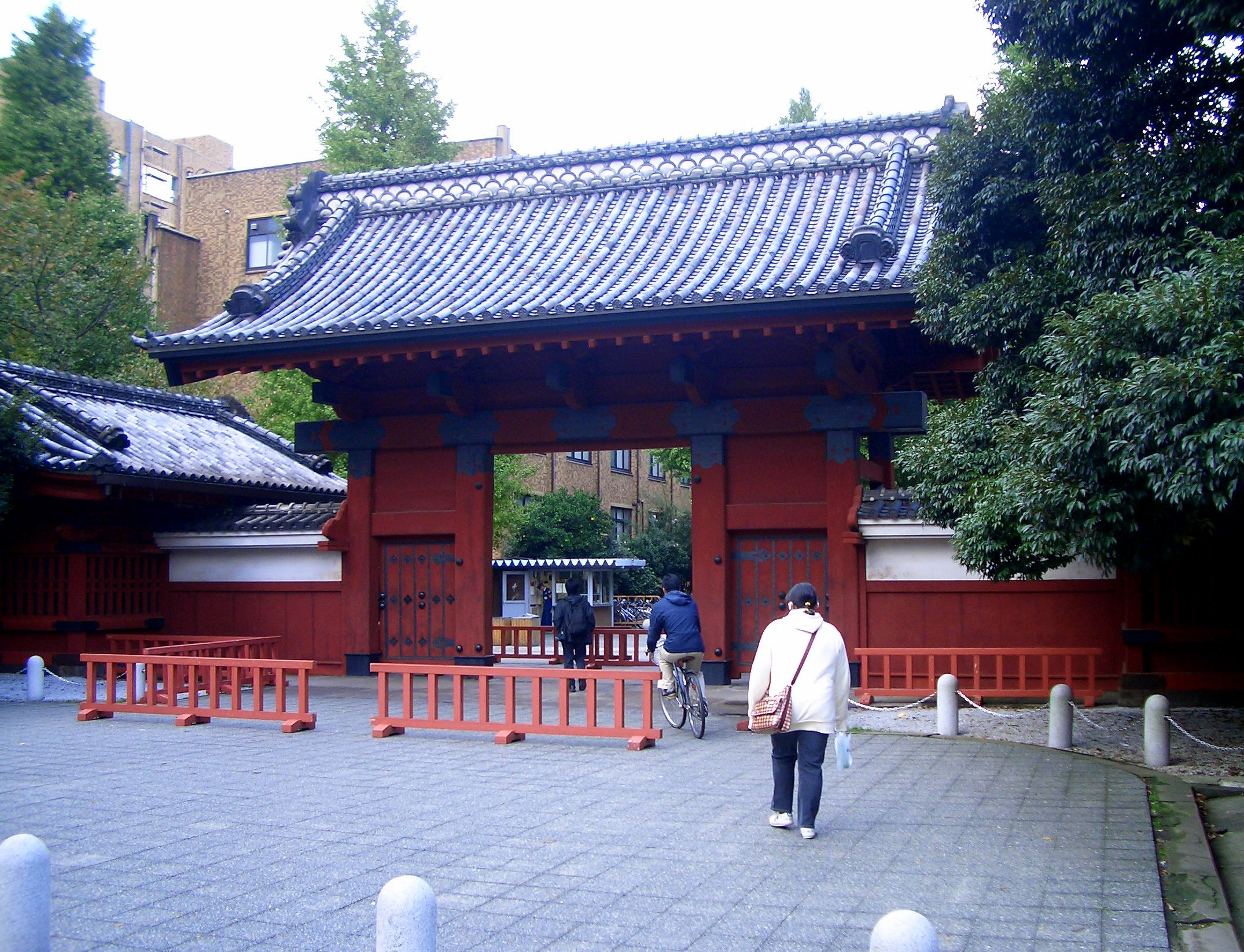
Akamon, la Puerta roja.

- Derecho
- Medicina
- Ingeniería
- Literatura
- Ciencias
- Agricultura
- Economía
- Artes y Ciencias
- Educación
- Ciencias Farmacéuticas
- Ciencias Formales

### Escuelas doctorales
- Derecho
- Medicina y política
- Ingeniería
- Humanidades y Sociología
- Ciencias
- Ciencias de la Vida y de la Agricultura
- Economía
- Artes y Ciencias
- Educación
- Ciencias Farmacéuticas
- Ciencias Matemáticas
- Ciencias de Vanguardia
- Ciencias y Tecnologías de la Información
- Estudios de las Informaciones Interdisciplinares
- Orden Público

## Investigación
La Universidad de Tokio está considerada una de las principales instituciones de investigación de Japón. Recibe la mayor cantidad de subvenciones nacionales para instituciones de investigación, Grants-in-Aid for Scientific Research, recibiendo un 40% más que la universidad con las segundas mayores subvenciones y un 90% más que la universidad con las terceras mayores subvenciones. Esta enorme inversión financiera del gobierno japonés afecta directamente a los resultados de la investigación de Todai. Según Thomson Reuters, Todai es la mejor universidad de investigación de Japón. Su excelencia investigadora destaca especialmente en Física (primera en Japón, segunda en el mundo), Biología y Bioquímica (primera en Japón, tercera en el mundo), Farmacología y Toxicología (primera en Japón, quinta en el mundo), Ciencia de Materiales (tercera en Japón, decimonovena en el mundo), Química (segunda en Japón, quinta en el mundo) e Inmunología (segunda en Japón, vigésima en el mundo).
En otra clasificación, Nikkei Shimbun realizó el 16 de febrero de 2004 una encuesta sobre los niveles de investigación en los estudios de Ingeniería basada en Thomson Reuters, Subvenciones de Ayuda a la Investigación Científica y cuestionarios a los directores de 93 de los principales centros de investigación japoneses, y la Universidad de Tokio quedó en cuarta posición (capacidad de planificación de la investigación en tercera posición/capacidad informativa de los resultados de la investigación en décima posición/capacidad de colaboración entre empresas y universidades en tercera posición) en esta clasificación. Weekly Diamond  también informó de que Todai tiene el tercer nivel de investigación más alto de Japón en términos de fondos de investigación por investigador en el Programa COE. En el mismo artículo, también ocupa el puesto 21 en términos de calidad de la educación por fondos GP por estudiante.
Todai también ha sido reconocida por su investigación en ciencias sociales y humanidades. En enero de 2011, Repec clasificó el departamento de Economía de Todai como la mejor universidad de investigación económica de Japón,. y es la única universidad japonesa entre las 100 mejores del mundo. Todai ha producido 9 presidentes de la Asociación Económica Japonesa, el mayor número de la asociación. Asahi Shimbun resumió el número de artículos académicos en las principales revistas jurídicas japonesas por universidad, y Todai ocupó el primer lugar durante los años 2005-2009.

## Institutos de Investigación
- Instituto de Ciencias Médicas
- Instituto de Investigación sobre los Temblores de tierra
- Instituto de Cultura Oriental
- Instituto de Ciencias Sociales
- Instituto de Socio-Información y de Estudios en Comunicación
- Instituto de Ciencias Industriales
- Instituto de Historiografía
- Instituto de las Biociencias Moleculares y Celulares
- Instituto para la Investigación sobre los Rayos Cósmicos
- Instituto para la Física de los Estados Sólidos
- Instituto de Investigación Oceanográfica

## Antiguos alumnos emblemáticos

### Primeros ministros
- Takaaki Kato (1924-1926)
- Reijiro Wakatsuki (1926-1927, 1931)
- Osachi Hamaguchi (1929-1930, 1931)
- Koki Hirota (1936-1937)
- Kiichiro Hiranuma (1939)
- Kijuro Shidehara (1945-1946)
- Shigeru Yoshida (1946-1947,1948-1954)
- Tetsu Katayama (1947-1948)
- Hitoshi Ashida (1948)
- Ichiro Hatoyama (1954-1956)
- Nobusuke Kishi (1957-1960)
- Eisaku Satō (1964-1972), premio Nobel.
- Takeo Fukuda (1976-1978)
- Yasuhiro Nakasone (1982-1987)
- Ki'ichi Miyazawa (1991-1993)
- Yukio Hatoyama (2009-2010)

### Escritores
- Kōbō Abe, autor.
- Ryūnosuke Akutagawa, autor.
- Sōseki Natsume, autor.
- Yukio Mishima, autor.
- Ōgai Mori, autor.
- Yasunari Kawabata, autor, premio Nobel.
- Kenzaburō Ōe, autor, premio Nobel.

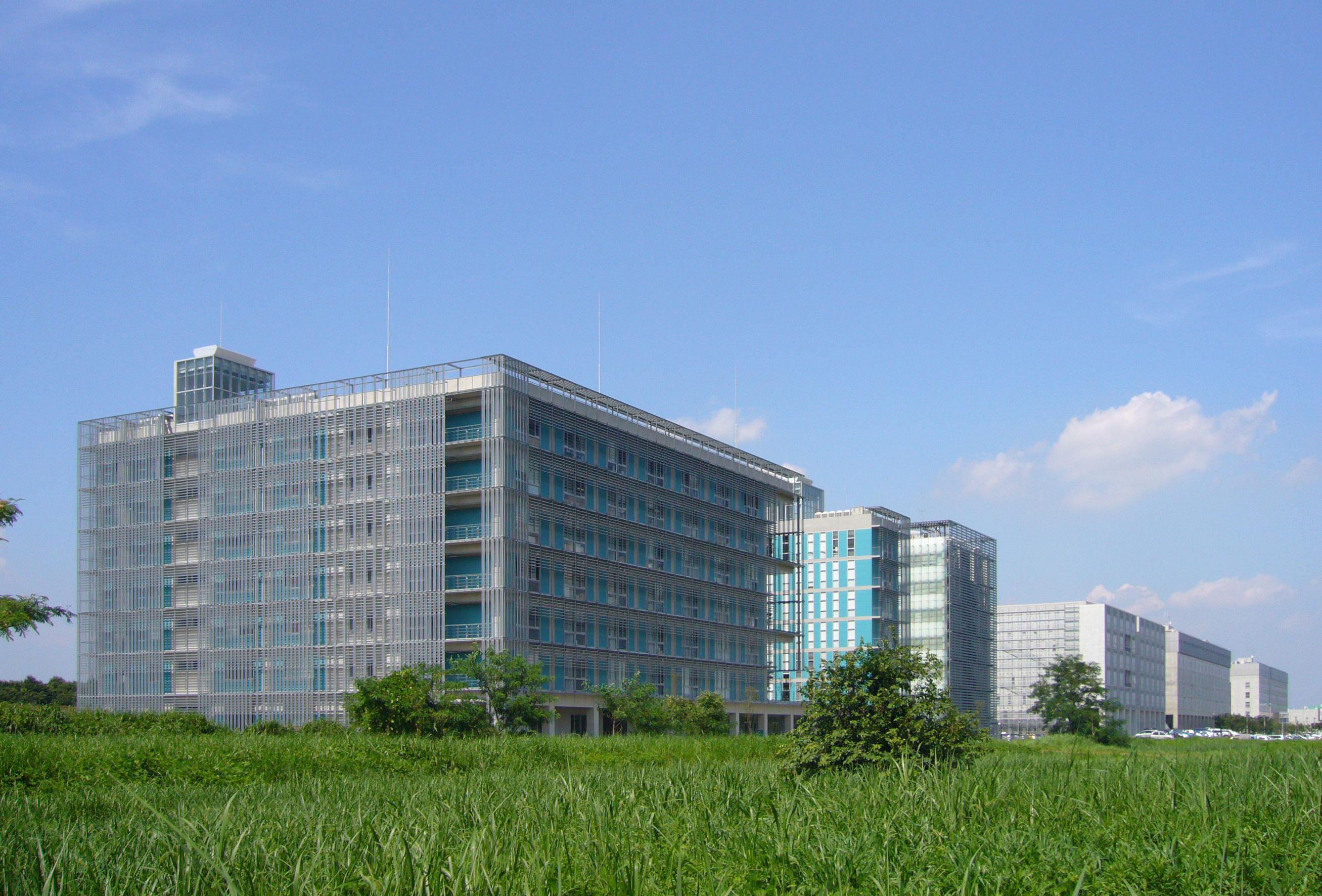
El campus Kashiwa de Tōdai, en la Prefectura de Chiba

- Banana Yoshimoto, autora.

### Científicos
- Keiiti Aki, sismólogo.
- Yutaka Taniyama, matemático.
- Kiyoshi Itō, matemático.
- Esaki Leona, físico, premio Nobel.
- Koshiba Masatoshi, físico, premio Nobel.
- Yoichiro Nambu, físico, premio Nobel.
- Eiichi Negishi, químico, premio Nobel.
- Takaaki Kajita, físico, premio Nobel.
- Yoshinori Ohsumi, biólogo, premio Nobel.
- Syukuro Manabe, físico, premio Nobel.
- Eisaburō Ueno, ingeniero agrónomo  y dueño de Hachikō.

### Otros
- Kiichiro Toyoda, industrial, fundador de Toyota.
- Toshihiko Fukui, gobernador del Banco de Japón.
- Tadatoshi Akiba, alcalde de Hiroshima.
- Ong Iok-tek, lingüista.
- Masako Owada, actual emperatriz de Japón.
- Toyoda Eiji, industrial.
- Suzuki Daisetsu, discípulo budista.
- Kazuhide Uekusa, economista.
- Kiyozawa Manshi, pensador budista.
- Watsuji Tetsuro, filósofo.
- Koïchiro Matsuura, Ex-director general de la Unesco.
- Jirō Horikoshi, ingeniero, diseñador de entre otros el Mitsubishi A6M Zero.

## La Universidad de Tokio en el anime y manga
- En el manga y anime Love Hina, el personaje principal, Keitaro Urashima, es un rōnin quién falló en el examen de entrada para Tōdai.
- El profesor Suguru Teshigawara, obnubilado por uno de sus colegas, de manga y anime Great Teacher Onizuka alardea constantemente de su posesión de un diploma de la Universidad de Tokio (obtenido sin examen!), comparable al Onizuka, ensayo de una universidad de 5ª zona.
- En el manga y anime Elfen Lied, Kisaragi es secretaria personal de Kurama tras licenciarse en la Todai, la prestigiosa universidad de Tokio.
- En el manga Golden Boy, Kintarō, el héroe, es un estudiante en derecho.
- En el manga y anime Death Note, Yagami Light, uno de los protagonistas, ingresa en la Tokio Daigaku -Tōdai- junto a su antagonista L.
- En el anime Itazura na Kiss, Naoki Irie tomaría el examen de admisión de la Universidad de Tokio.
- En el anime y manga Junjō Romantica, Akihiko Usami era un prestigiado graduado de la Universidad de Tokio.
- En el anime Gin no Saji (Silver Spoon) el hermano del protagonista, asiste a la Universidad de Tokio, pero se retira para dedicarse a hacer ramen.
- En la saga de juegos y anime de Danganronpa, la arquitectura de la academia donde transcurre la historia está inspirada en la arquitectura del auditorio de la universidad.